# 殺戮之神
《殺戮之神》（法語：Le Dieu du carnage）是法籍女劇作家雅絲曼娜·雷莎（Yasmina Reza）2006年的黑色喜劇作品。故事講述兩對父母原以文明的方式討論孩子打鬥弄傷的事，後來兩對父母表現得越來越幼稚，最後演變成一發不可收拾的罵戰。
本劇的法文原著相當成功，後續在英國倫敦及美國紐約的英文翻譯之作同樣廣受好評。近年更於多個亞洲城市公演，包括香港、台灣、韓國及新加坡等。2011年，著名電影導演羅曼·波蘭斯基更將劇本搬上銀幕。

## 故事大綱
在此劇開始之前，兩名11歲的小孩，費迪南德雷耶和布魯諾瓦隆（百老匯製作中名為本傑明和亨利 ）發生打鬥。由於布魯諾拒絕讓費迪南德加入他的「幫會」，所以費迪南德用棍子打落布魯諾的兩顆牙齒。
那天晚上，兩名孩子的家長特意開會討論此事。費迪南德的父親，阿蘭是一名律師。他經常使用手提電話 。費迪南德的母親，安妮特是負責「財富管理」（精準一點的說法是管理丈夫的財富）。她經常穿很美的鞋子。布魯諾的父親，米歇爾（百老匯製作中名為邁克爾），是一個家庭用品批發商。他有一位帶病的母親。米歇爾的妻子，維羅尼卡正在寫一本關於非洲達爾富爾的書。
兩對父母會晤的晚上， 大家由開始時的客氣、理性相待漸漸陷入非理性的爭論。他們所討論的話題甚廣，例如包含女性貶抑、種族偏見及同性戀。其中一個驚心動魄的場景，是安妮特在舞台上嘔吐，弄污咖啡桌和書籍。

## 評價
外界對此劇的評價甚高，《紐約時報》筆者班‧布萊特利 (Ben Brantley)曾形容本劇劇作家：「倘若雷沙筆下的世界盡是模糊交錯，她的戲劇便有如強迫症者的襪櫃那般井然有序。她的戲劇原以法文寫成（演出），通常是夾雜著紊亂的陰影卻又體現出座標般對稱的情境喜劇，這一點無疑呈現出人性的深度終究得以透過量尺予以衡量。」

## 電影版
羅曼·波蘭斯基於2011年重新編導。電影版於法國巴黎拍攝，並由茱迪·科士打及約翰·C·韋利飾演維羅尼卡及米歇爾，基斯托夫·華薩及琦·溫斯莉飾演阿蘭及安妮特。

## 曾獲獎項

### 英國原創製作
| Year | Award           | Category                   | Nominee       | Result |
| ---- | --------------- | -------------------------- | ------------- | ------ |
| 2009 | 勞倫斯·奧利弗獎 | 勞倫斯·奧利弗獎 - 最佳喜劇 | 雅絲曼娜·雷莎 | 獲獎   |

### 美國百老匯原創製作
| Year | Award    | Category                 | Nominee           | Result |
| ---- | -------- | ------------------------ | ----------------- | ------ |
| 2009 | 東尼獎   | 最佳戲劇                 | Yasmina Reza      | 獲獎   |
| 2009 | 東尼獎   | 最佳戲劇男主角           | Jeff Daniels      | 提名   |
| 2009 | 東尼獎   | 最佳戲劇男主角           | James Gandolfini  | 提名   |
| 2009 | 東尼獎   | 最佳戲劇女主角           | Marcia Gay Harden | 獲獎   |
| 2009 | 東尼獎   | 最佳戲劇女主角           | Hope Davis        | 提名   |
| 2009 | 東尼獎   | 最佳話劇導演             | Matthew Warchus   | 獲獎   |
| 2009 | 戲劇桌獎 | 戲劇桌獎最傑出話劇女演員 | Marcia Gay Harden | 提名   |